# Эль-Куйо
Эль-Куйо (исп. El Cuyo) — небольшой посёлок в Мексике, штат Юкатан, муниципалитет Тисимин. Численность населения, по данным переписи 2010 года, составила 1 567 человек.

## Общие сведения
Эль-Куйо является привлекательным туристическим центром, где Карибское море сливается с Мексиканским заливом. Этот рыбацкий посёлок расположен в Национальном парке Риа-Лагартос, известный своими фламинго, морскими черепахами, откладывающими здесь яйца, и более 250 видов птиц. В 2002 году в заповеднике родились 4200 птенцов фламинго.
В 1983 году на пляжах Эль-Куйо был снят одноимённый короткометражный фильм режиссёра Серхио Валдеса.

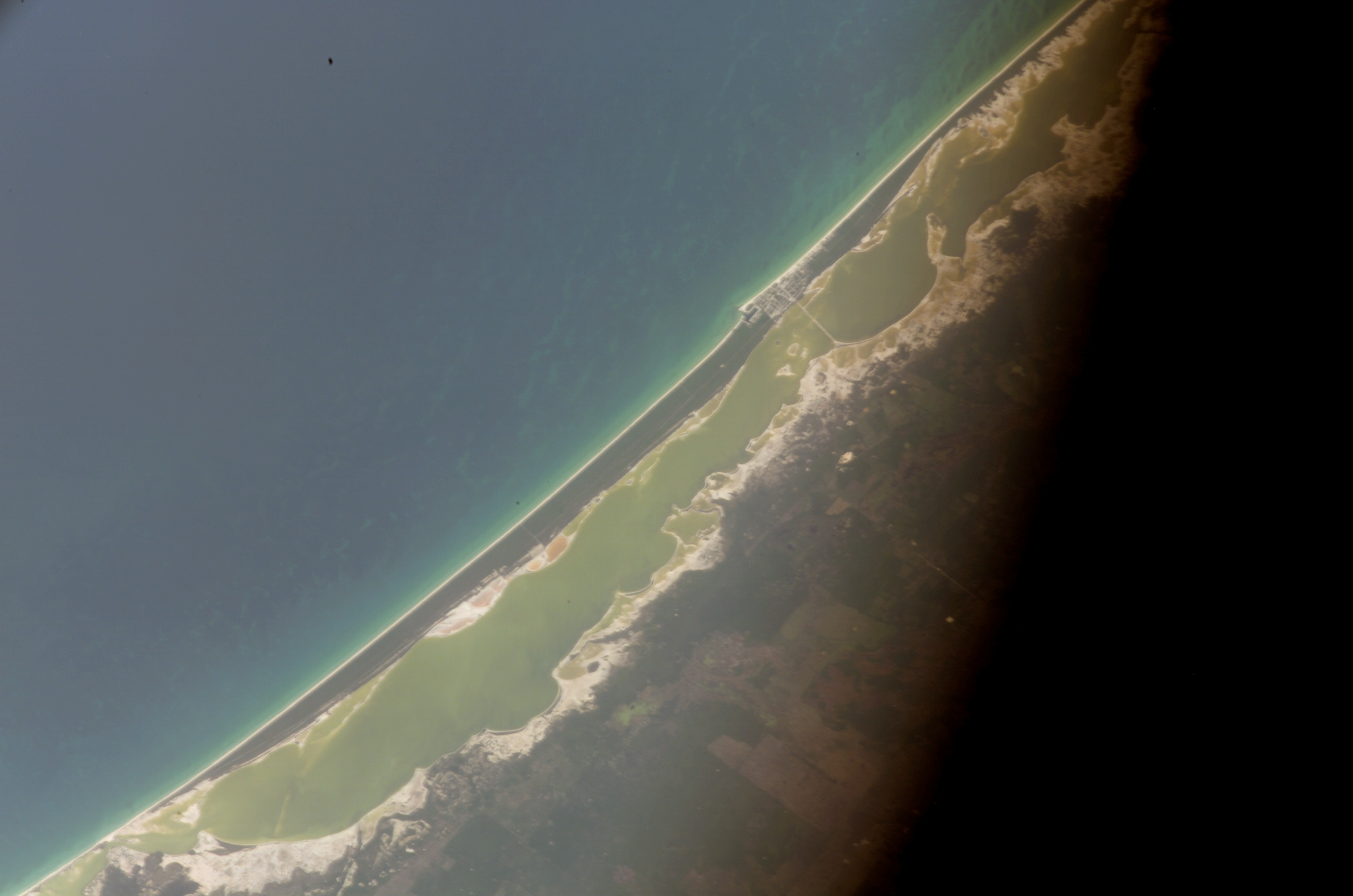
Аэрофотосъёмка Эль-Куйо